# Nuevo Puente Pueyrredón
El nuevo puente Pueyrredón, oficialmente nuevo puente Prilidiano Pueyrredón, es un puente que cruza el Riachuelo, uniendo la autopista Presidente Arturo Frondizi de la ciudad autónoma de Buenos Aires y las avenidas Presidente Bartolomé Mitre e Hipólito Yrigoyen (antigua avenida Pavón), ambas en Avellaneda, ubicada en la provincia de Buenos Aires. Este uno de los principales puentes de la región del área metropolitana de Buenos Aires.

## Características
Fue construido para reemplazar al viejo puente Pueyrredón y hacer frente al tránsito cada vez más intenso sobre esta última. El nuevo puente Pueyrredón sumó una nueva vía de comunicación que atraviesa el Riachuelo, resolviendo los embotellamientos que se registraban en el cruce de las avenidas Hipólito Yrigoyen (por entonces llamada Pavón) y Presidente Bartolomé Mitre.
Es un punto estratégico para el tránsito entre el sur del Gran Buenos Aires y la Ciudad Autónoma de Buenos Aires.
La estructura está construida en hormigón. El puente propiamente dicho tiene 185 m de luz y la longitud total incluidos los accesos es de 1200 m. Posee dos calzadas laterales de 15 m de ancho separadas por un cantero central de 2 m de ancho y con dos veredas peatonales de 2,60 m de ancho cada uno, siendo de 10 m la altura libre sobre el nivel máximo de las aguas. Su presupuesto fue de 2 000 millones de pesos moneda nacional (unos 5,5 millones de dólares).
Los accesos a la avenida Hipólito Yrigoyen incluyen sendos puentes sobre la avenida Presidente Bartolomé Mitre para no entorpecer el tráfico proveniente desde el viejo puente Pueyrredón.

## Historia
En el año 1965 el puente Pueyrredón estaba totalmente colapsado con 90 000 vehículos diarios atravesándolo. El ingeniero Lauro Laura, de la Dirección Nacional de Vialidad se encargó de la creación del proyecto. El puente no se puso en correspondencia con ninguna calle, ya que consideró que en un tiempo posterior la avenida 9 de Julio se extendería hasta el Riachuelo.
Luego de expropiadas las noventa y nueve viviendas por donde pasaría el puente, la ganadora de la licitación, la Empresa Argentina de Cemento Armado S.A. (EACA) comenzó la construcción. Este viaducto fue inaugurado el 19 de diciembre de 1969.
Originalmente la rampa de acceso norte comenzaba en la avenida Montes de Oca describiendo una curva hasta el acceso al puente. Con la construcción de la autopista 9 de Julio Sur, posteriormente denominada autopista Presidente Arturo Frondizi, se eliminó dicha rampa y se demolió el puente peatonal sobre la misma.
Desde la década de 2000' hasta la actualidad, este puente es escenario de varios cortes y manifestaciones realizados por movimientos piqueteros. Uno de ellos, el del 26 de junio de 2002, culminó en la denominada masacre de Avellaneda con el asesinato de Maximiliano Kosteki y Darío Santillán, dos manifestantes que murieron a manos de la Policía Bonaerense en las inmediaciones de la estación ferroviaria del mismo nombre perteneciente a la línea Roca, a pocas cuadras del puente.

## Galería de Imágenes

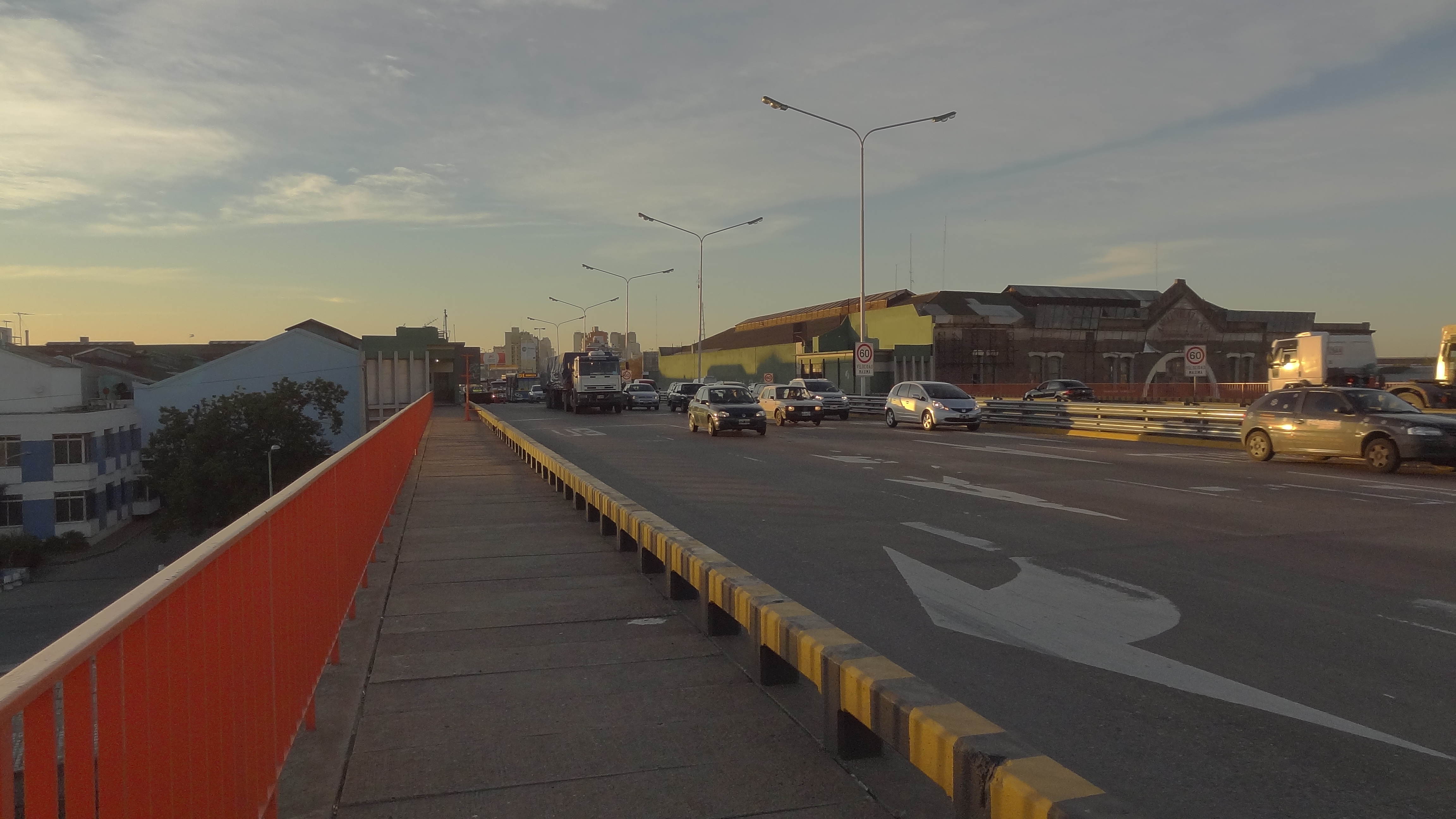
Desde el cruce peatonal.
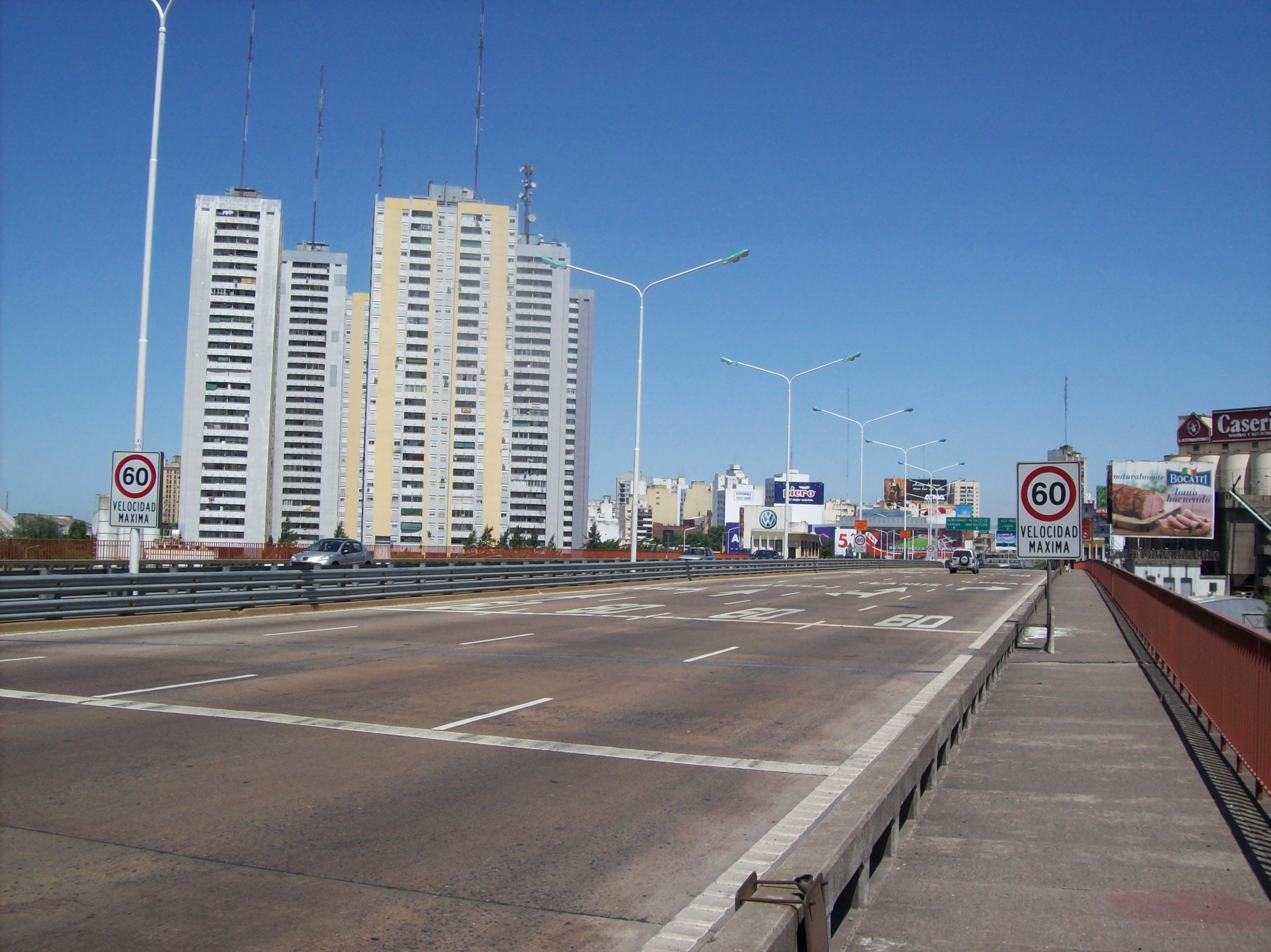
Vista desde la cabecera norte. A la izquierda se aprecian las Torres Pueyrredón
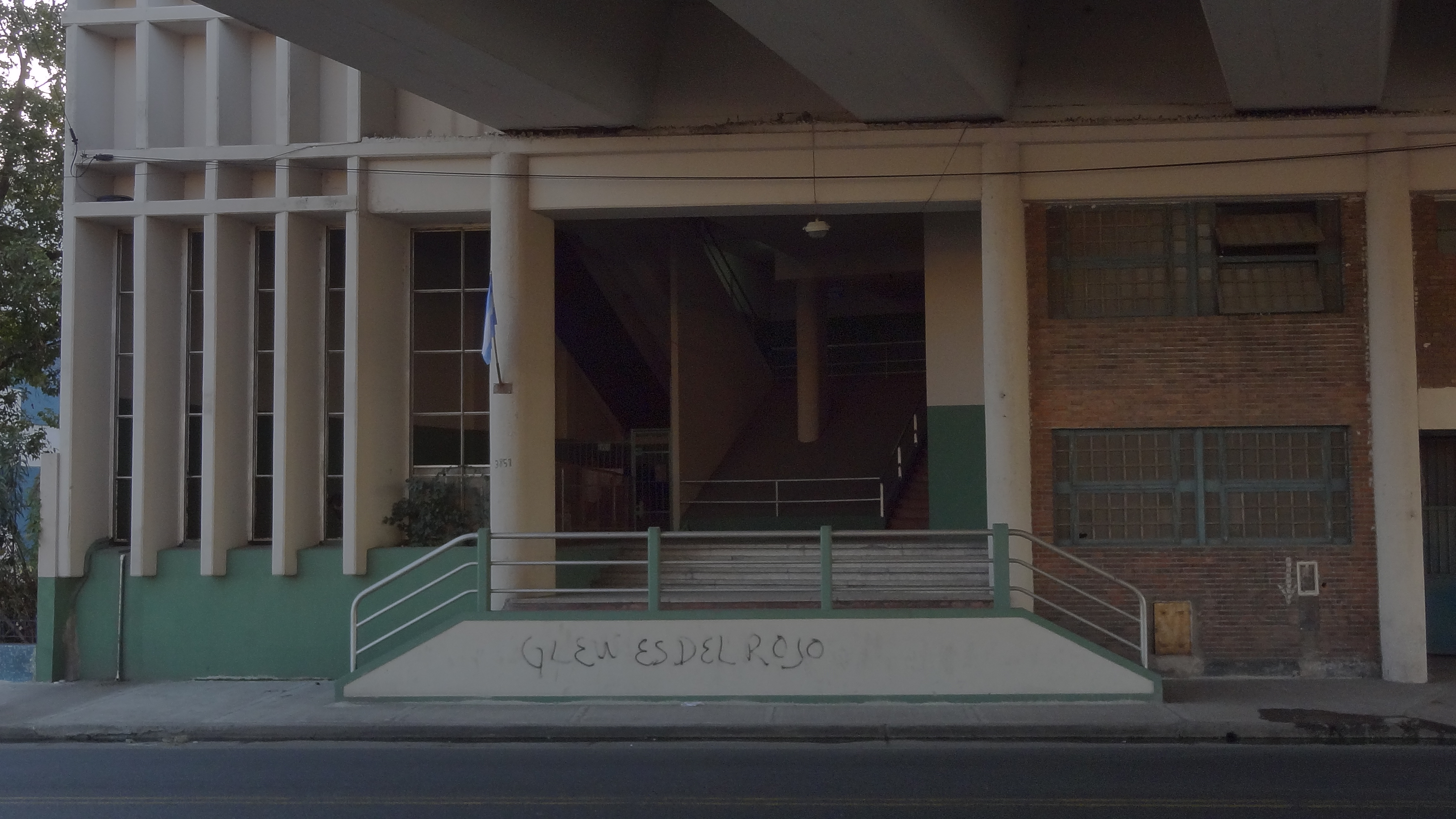
Acceso peatonal desde Barracas